# Columbo: Schleichendes Gift
Schleichendes Gift (Originaltitel: Uneasy Lies the Crown) ist eine erstmals auf ABC gesendete Episode der Kriminalfilm-Reihe Columbo aus dem Jahr 1990. Die deutschsprachige Erstausstrahlung der fünften Folge der neunten Staffel folgte im Jahr 1991 durch den Fernsehsender RTL plus. Der US-amerikanische Schauspieler James Read verkörpert als Zahnarzt Dr. Wesley Corman den Gegenspieler von Inspektor Columbo, dargestellt von Peter Falk.

## Handlung
Dr. Wesley Corman ist Zahnarzt und Teilhaber der Praxis seines Schwiegervaters Dr. Horace Sherwin. Dieser ist jedoch nicht mehr länger mit Cormans unzureichender Leistung in seinem Beruf einverstanden, noch möchte er dessen Spielsucht sowie dessen erfolglose Finanzgeschäfte weiter unterstützen. Neben der Rückzahlung der hohen Schulden fordert Sherwin auch ultimativ die Scheidung von seiner schwachherzigen Tochter Lydia. Corman weiß aber, dass seine Frau ein Verhältnis mit dem bekannten Schauspieler Adam Evans hat, der zu seinen prominenten Patienten gehört. Unter einem Vorwand verlegt er den angesetzten Termin mit Evans auf einen früheren Zeitpunkt und schickt seine Mitarbeiter in die Mittagspause. Unbemerkt von möglichen Zeugen erneuert Corman bei Evans eine Zahnkrone. Vor dem Zementieren ersetzt er im Nebenraum einen Teil der Füllung durch eine vorbereitete Paste aus einem zerkleinerten Herzmedikament. Am Abend bekräftigt Lydia ihre Absicht, die Scheidung einzureichen. Während Corman die Nacht mit seinen Pokerfreunden verbringt, darunter Lydias Bruder David Sherwin, trifft sich seine Partnerin heimlich mit ihrem Liebhaber. Beim Liebesspiel im Poolhaus bekommt Evans plötzlich einen Herzanfall und stirbt. Panisch greift Lydia zum Telefon und drückt die Kurzwahltaste für den Notruf.  Dieser Anruf wird jedoch zum Gastgeber der Pokerrunde weitergeleitet, da Corman die Tastenbelegung zuvor dementsprechend abgeändert hatte. Gemeinsam mit seinem Schwager fährt er umgehend zurück zu seiner Villa. Am Ort des Geschehens angekommen, hält Corman David davon ab, die Polizei zu rufen. Nachdem er in einem unbeobachteten Moment manipulierte Spuren hinterlassen hat, tragen beide die Leiche in Evans Wagen und fahren zu einer abgelegenen Anhöhe, um einen Autounfall vorzutäuschen.
Während der polizeilichen Untersuchungen fällt Columbo auf, dass der Schalthebel des automatischen Getriebes auf „Neutral“ statt „Drive“ steht. Außerdem weist eine Streichholzpackung in der Hemdtasche des Opfers auf eine Bekanntschaft mit den Cormans hin. Als der Inspektor dort eintrifft, teilt der Betroffenheit vorspielende Corman mit, er könne wegen seiner Abwesenheit keine Angaben darüber machen, ob Lydia am Vorabend Besuch empfangen hat. Zwischenzeitlich berichtet der Gerichtsmediziner, Evans habe vor seinem Tod Alkohol zu sich genommen und sei an einer schnell wirksamen Überdosis Digitoxin gestorben. Mit den neu gewonnenen Erkenntnissen kehrt Columbo zu den Cormans zurück. Von ihrem Ehemann und Vater beschützt, gelingt es dem Inspektor nur mit Mühe, Lydia zu einer Aussage zu bewegen. Trotz ihrer lückenhaften Erinnerungen gibt sie zu, zusammen mit Evans einige Drinks getrunken zu haben, bevor er wieder fortgegangen sei. Der Inspektor nimmt den Cocktailmixer und Evans’ Trinkglas als Beweismittel an sich. Obwohl Lydia infolge der Indizienlage nun die Hauptverdächtige ist, gerät auch Corman in den Fokus der Ermittlungen. Columbo erfährt vom abgesagten Termin in der Zahnarztpraxis. Darüber hinaus hätte Evans nach der akuten Vergiftung im Poolhaus keine Zeit mehr gehabt, noch in seinen Wagen zu steigen. Lydia wäre ohne Hilfe niemals in der Lage gewesen, den schweren Körper anzuheben. Der Inspektor sucht anschließend die Teilnehmer der Pokerrunde auf, die Lydias Anruf bestätigen. Daraufhin beschließen Corman und David unter Druck, Columbo einen Teil der Wahrheit zu erzählen. Lydia hatte vor Jahren in der Hochzeitsnacht eine ähnlich traumatische Erfahrung mit ihrem ersten Ehemann gemacht und musste sich in psychiatrische Behandlung begeben. Um sie vor Rückschlägen zu bewahren und die Verbindung zwischen ihr und dem Opfer zu verschweigen, sei Evans weggebracht worden.
Bei einer erneuten Befragung versichert Lydia, den Knopf für den Notruf am Telefon betätigt zu haben. Warum der Anruf einen anderen Empfänger erreicht hat, könne sie nicht sagen. Auch für die verschwundenen Herztabletten habe sie keine Erklärung. Dennoch glaubt der Inspektor weiterhin an ihre Unschuld. Anhand eines Parkscheines auf der Windschutzscheibe des verunglückten Fahrzeuges findet er heraus, dass Evans sich zumindest im Gebäude der Zahnarztpraxis aufgehalten hat. Zudem muss das Gift erst nachträglich in den Mixer gegeben worden sein. Gemäß Autopsie hat Evans zwei Gläser getrunken. Aufgrund der verabreichten Menge wäre er bereits nach dem Leeren des ersten Glases gestorben. Ein Treffen mit Horace Sherwin bringt Columbo auf die richtungsweisende Idee: Durch einen sich langsam auflösenden Überzug wurde das Gift mit Verzögerung im Körper wirksam. Corman wird in das Polizeipräsidium gerufen, wo der Inspektor in Anwesenheit von Sherwin den fehlenden Beweis mithilfe eines chemischen Experimentes liefern möchte. Angeblich würde Digitoxin, sobald es freigesetzt und mit einer körperwarmen Flüssigkeit vermischt wird, Materialien aus Porzellan blau färben. Noch bevor Sherwin die Krone aus Evans’ exhumierter Leiche zum Nachweis der Verfärbung entnehmen kann, gesteht der in Chemie nicht versierte Corman unter der Beweislast die Tat. Im Gespräch mit dem Gerichtsmediziner deutet Columbo später an, für sein vermeintliches Experiment Wäscheblau benutzt zu haben. Columbo hat dem Täter also eine Falle gestellt.

## Hintergrund
Ursprünglich schrieb Steven Bochco das Drehbuch für diese Episode bereits Anfang der 1970er-Jahre für die zweite Serienstaffel. Anlässlich eines gemeinsamen Abendessens mit den geistigen Vätern der Serie William Link und Richard Levinson kommentierte Peter Falks Mutter Madeline die geplante Verfilmung geringschätzig mit den Worten, niemand würde glauben, ein Zahnarzt könne der Mörder sein. Daraufhin habe Peter Falk eigenhändig veranlasst, dass das Skript bei Universal Television für einen längeren Zeitraum eingelagert wurde. Zwischenzeitlich diente die Story als Vorlage für die erstmals im Jahr 1977 ausgestrahlte Folge Affair of the Heart der sechsten Staffel von McMillan & Wife. 13 Jahre später wurde das Produktionsteam von Columbo erneut auf Bochco und sein fertiggestelltes Drehbuch aufmerksam und verwendete es für die neunte Staffel.
Der englische Originaltitel ist ein vom Zitat “Uneasy Lies the Head that Wears a Crown” (deutsch: „Schwer ruht das Haupt, das eine Krone drückt“) aus dem Schauspiel Heinrich IV., Teil 2 von William Shakespeare abgeleitetes Wortspiel. Im übertragenen Sinn bedeutet der Aphorismus, dass eine Person mit großer Macht, beispielsweise ein König, aufgrund seiner Verantwortung auch von innerer Unruhe und Sorge erfüllt ist.

## Besetzung und Synchronisation
Die deutschsprachige Synchronfassung entstand bei der Alster Studios Synchron nach einem Dialogbuch von Bernd Eichner.
| Figur                 | Darsteller             | Deutscher Sprecher |
| --------------------- | ---------------------- | ------------------ |
| Lieutenant Columbo    | Peter Falk             | Klaus Schwarzkopf  |
| Gaststars             |                        |                    |
| Dr. Wesley Corman     | James Read             | Stephan Schwartz   |
| Lydia Corman          | Jo Anderson            | Monika Barth       |
| Nancy Walker          | Nancy Walker           |                    |
| Dick Sargent          | Dick Sargent           | Klaus Nietz        |
| Ron Cey               | Ron Cey                | Manfred Reddemann  |
| Adam Evans            | Marshall R. Teague     | Rainer Schmitt     |
| David Sherwin         | Mark Arnott            | Gernot Endemann    |
| Sergeant McCauley     | James A. Watson junior | Thomas Schüler     |
| Dr. George Johnson    | Steven Gilborn         | Joachim Richert    |
| Zahnarzt              | Raymond Singer         | Holger Mahlich     |
| John Valentine        | Victor Bevine          |                    |
| Ted Slade             | John Roarke            | Peter Aust         |
| Dr. Horace Sherwin    | Paul Burke             | Horst Breiter      |
| Weitere Darsteller    |                        |                    |
| Frances               | Lynne Marta            | Heidi Schaffrath   |
| Labortechniker        | Morgan Jones           |                    |
| Frau auf der Rennbahn | Mimi Cozzens           |                    |
| 1. Mann               | John Bowman            |                    |
| Oberkellner           | Khin-Kyaw Maung        |                    |
| 2. Mann               | Gene Davis             |                    |

## Rezeption
Die Fernsehzeitschrift TV Spielfilm vergab eine positive Wertung (Daumen hoch): „Nicht nur von Zahnarztfrauen empfohlen. […] Dank des schön gebauten Falls ein spätes Highlight der betagten Serie.“
Der Autor Michael Striss wertete mit drei von vier Sternen (sehr empfehlenswert). Er würdigte die Rückkehr des stilbildenden Drehbuchautors aus den ersten Staffeln und hob außerdem die Haupt- und Gastdarsteller hervor: „Dem Drehbuch ist anzumerken, dass mit Steven Bochco ein Pionier der Serie am Werk war. Endlich wird wieder einmal nach Streichhölzern gefragt. Endlich gibt es auch wieder eine klassische Auftrittsszene, in der Columbo völlig verkannt wird. Bochco knüpfte hier noch einmal an beste Zeiten an […]. James Read ist einer jener Darsteller, von dessen kurzzeitiger Prominenz (»North and South« [Fackeln im Sturm]) man offensichtlich zu profitieren hoffte. Auch der durch viele Serien erfahrene Paul Burke ist dabei; ebenso eine illustre Pokerrunde mit Stars, die sich selbst spielen: die Komödianten Nancy Walker (»McMillan & Wife«; »The Nancy Walker Show«), Dick Sargent (»Bewitched« [Verliebt in eine Hexe]) und der in den USA gefeierte Baseball-Star Ron Cey.“